# Jovan Mijatović
Jovan Mijatović (n. 11 iulie 2005, Belgrad, Republica Serbia, Serbia și Muntenegru) este un fotbalist sârb care joacă în prezent la New York City FC.

## Cariera de clubul
Un absolvent al academiei de fotbal a clubului Steaua Roșie Belgrad. În primăvara anului 2021 a suferit o accidentare gravă la genunchi, care l-a făcut să lipsească câteva luni. În sezonul 2021/22 a ajutat echipa de tineret Steaua Roșie să câștige titlul de campionat. Din iulie până în septembrie 2022 a jucat pentru clubul „Grafičar”, marcând 5 goluri în 8 meciuri din Prima Ligă Sârbă. În septembrie a revenit la Steaua Roșie și a fost promovat la prima echipă, primind tricoul cu numărul 9, purtat anterior de Milan Pavkov. La 13 octombrie 2022 și-a făcut debutul în echipa principală a lui Crvena Zvezda în meciul din Europa League împotriva lui Ferencvaros. Pe 30 octombrie a debutat în Superliga Sârbă într-un meci împotriva lui Kolubara. Pe 16 decembrie 2023 a marcat un hat-trick într-un meci împotriva lui Spartak (Subotica). 
Pe 19 februarie 2024 s-a transferat la clubul MLS New York City FC, semnând un contract până la sfârșitul sezonului 2028 cu opțiune de prelungire pentru sezonul 2029. El și-a făcut debutul în Liga Americană pe 24 februarie în runda de deschidere a sezonului 2024 împotriva lui Charlotte, venind ca înlocuitor în minutul 61 pentru Julian Fernandez.